# Xie Zhenhua

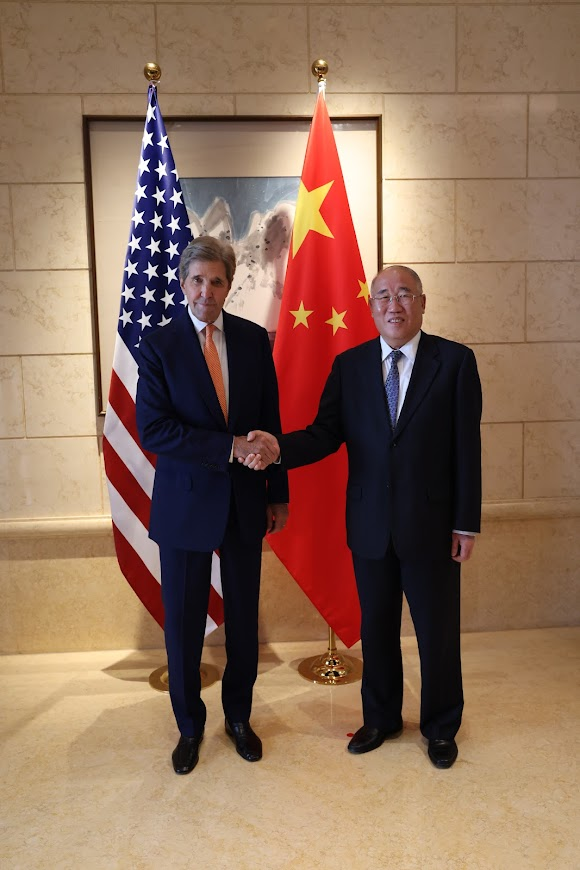
John Kerry e Xie Zhenhua a Pechino, 17 luglio 2023.

Xie Zhenhua (解振华S, Xiè ZhènhuáP; Tientsin, novembre 1949) è un politico e diplomatico cinese. È stato inviato speciale della Repubblica popolare cinese per il cambiamento climatico.

## Biografia
Xie Zhenhua è nato a Tientsin nel 1949. Nel periodo della Rivoluzione culturale è stato mandato a lavorare nelle campagne, come milioni di altri giovani cinesi, «per riqualificare la mente attraverso il duro lavoro»; nello specifico Xie è stato mandato a Heihe, nella provincia settentrionale di Heilongjiang.
Xie si è iscritto al Partito Comunista Cinese (PCC) nel 1969.
Nel 1977 si è laureato in ingegneria fisica presso l'Università Tsinghua di Pechino e nel 1991 ha conseguito il master in diritto ambientale presso l'Università di Wuhan.
Nel 1982 è iniziato il suo impegno a favore della protezione ambientale nel Ministero dell'edilizia urbana.
Nel 1990 è entrato a far parte dell'Agenzia nazionale per la protezione ambientale (NEPA), divenendone direttore nel 1993.
Nel marzo 1998 è stato nominato direttore dell'Amministrazione statale per la protezione ambientale (SEPA), carica che ha mantenuto sino al dicembre 2005, quando si è dimesso a seguito delle esplosioni avvenute nell'impianto petrolchimico di Jilin e il conseguente inquinamento del fiume Songhua.
Nel gennaio 2007 è stato nominato vice direttore della Commissione nazionale per lo sviluppo e le riforme (NDRC), che è un dipartimento a livello ministeriale del Consiglio di Stato della Repubblica Popolare Cinese e attua le politiche e le decisioni del Comitato centrale del Partito Comunista Cinese in materia di sviluppo e riforme.
È stato a capo delle delegazioni cinesi partecipanti alle conferenze annuali previste dalla Convenzione quadro delle Nazioni Unite sui cambiamenti climatici a partire dalla COP15 di Copenaghen (2009) alla COP24 di Katowice (2018).
A inizio 2015 ha cessato la carica di vice direttore della Commissione nazionale per lo sviluppo e le riforme (NDRC), per essere nominato inviato speciale della Cina per il cambiamento climatico.
In questo ruolo Xie è stato determinante per raggiungere l'accordo di Parigi del 2015, che per la prima volta fissa l'aumento della temperatura media mondiale ben al di sotto di 2 °C rispetto ai livelli preindustriali con lo scopo di limitare tale aumento a 1,5 °C rispetto ai livelli preindustriali. Nella conferenza stampa finale Xie ha convenuto che l'accordo di Parigi non è l'ideale, ma questo «non ci impedisce di compiere storici passi avanti».
Nel febbraio 2021 è stato nuovamente nominato inviato speciale per il cambiamento climatico, rappresentando nuovamente la Cina alla COP26 di Glasgow (2021) e alla COP27 di Sharm el-Sheikh (2022).
In preparazione della COP28 di Dubai, Xie Zhenhua e il suo omologo statunitense John Kerry si sono incontrati a Pechino il 16-19 luglio 2023, e a Sunnylands (California) il 4-7 novembre 2023.
In vista dell'incontro tra il presidente statunitense Joe Biden e il presidente cinese Xi Jinping a margine del vertice APEC di San Francisco, il 14 novembre 2023 Stati Uniti e Cina hanno rilasciato la Dichiarazione di Sunnylands nella quale i due paesi ribadiscono la cooperazione contro il cambiamento climatico e gli impegni previsti dall'Accordo di Parigi (2015) e dal Patto per il clima di Glasgow (2021).
Nel gennaio 2024 si è dimesso per ragioni di salute ed è stato sostituito da Liu Zhenmin, ex sottosegretario generale del Dipartimento per gli affari economici e sociali delle Nazioni Unite.

### Altre cariche
- Membro del 15º Comitato centrale del Partito Comunista Cinese, membro del Commissione centrale per l'ispezione disciplinare del Partito Comunista Cinese (1997-2002)[21]
- Membro del 16º Comitato centrale del Partito Comunista Cinese (2002-2007)[21]
- Membro del 17º Comitato centrale del Partito Comunista Cinese, membro del Commissione centrale per l'ispezione disciplinare del Partito Comunista Cinese (2007-2012)[21]
- Membro del 18º Comitato centrale del Partito Comunista Cinese (2012-2017)[21]
- Vice presidente di China Council for International Cooperation on Environment and Development (CCICED)[22]
- Vice direttore del Comitato della popolazione, delle risorse e dell'ambiente della Conferenza politica consultiva del popolo cinese (CPPCC)[22]

## Riconoscimenti
- 2002 – GEF Global Leadership Award
- 2003 – UNEP Sasakawa Environment Prize and World Bank Special Green Award
- 2009 – Alliance to Save Energy’s Energy Efficiency Visionary Award
- 2015 – WWF Livable Planet Leadership Award
- 2017 – Lui Che Woo Sustainability Prize

## Opere
- (EN) Zhenhua Xie, China’s historical evolution of environmental protection along with the forty years’ reform and opening-up, in Environmental Science and Ecotechnology, vol. 1, gennaio 2020.
- (EN) Xie Zhenhua, 5 - The Paris Agreement and China’s Imprint, in Henrik Jepsen, Magnus Lundgren, Kai Monheim e Hayley Walker (a cura di), Negotiating the Paris Agreement. The Insider Stories, Cambridge University Press, settembre 2021,  pp. 97-110, ISBN 9781108886246.